# Varacieux
Varacieux ist eine französische Gemeinde mit 864 Einwohnern (Stand: 1. Januar 2022) im Département Isère in der Region Auvergne-Rhône-Alpes. Sie gehört zum Arrondissement Grenoble und zum Kanton Le Sud Grésivaudan.

## Geographie
Varacieux liegt im Bergland nordwestlich des Isère-Tales, etwa 31 Kilometer westlich von Grenoble am Flüsschen Cumane, das im Gemeindegebiet von Varacieux entspringt. Umgeben wird Varacieux von den Nachbargemeinden Chasselay im Norden, Serre-Nerpol im Nordosten und Osten, Vinay im Osten, Beaulieu im Südosten, Saint-Vérand im Süden, Murinais im Westen sowie Roybon im Nordwesten.

## Bevölkerung
| Jahr                       | 1962 | 1968 | 1975 | 1982 | 1990 | 1999 | 2006 | 2013 | 2021 |
| -------------------------- | ---- | ---- | ---- | ---- | ---- | ---- | ---- | ---- | ---- |
| Einwohner                  | 728  | 691  | 661  | 716  | 682  | 643  | 749  | 868  | 845  |
| Quellen: Cassini und INSEE |      |      |      |      |      |      |      |      |      |

## Sehenswürdigkeiten
- Kirche Saint-Maurice aus dem Jahr 1860

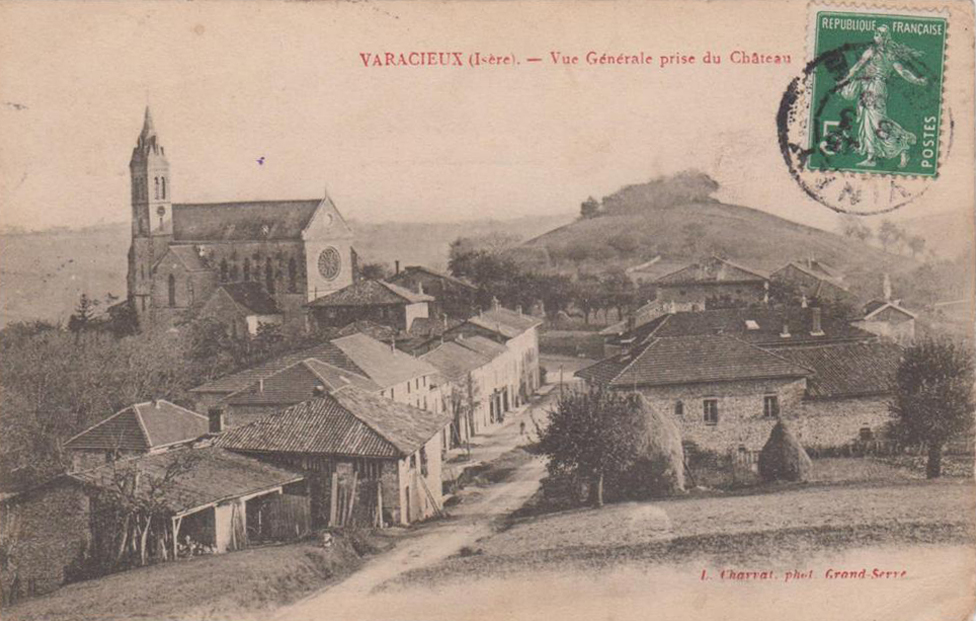
Ansicht von Varacieux auf einer Postkarte vom Beginn des 20. Jahrhunderts

- Schloss Varacieux